# Acacia aprepta
Acacia aprepta é uma espécie de leguminosa do gênero Acacia, pertencente à família Fabaceae.